# Partido Progreso Social
El Partido Progreso Social (PPS) es un partido político argentino de tendencia socialista, fundado en 1996 como consecuencia de una división del Partido Socialista Popular (PSP) y que actualmente integra la Confederación Socialista Argentina.
El PPS tiene desarrollo en la provincia de Santa Fe. Su presidente es Héctor Cavallero, primer intendente por el socialismo de la ciudad de Rosario que ejerció su mandato entre 1989 y 1995.
En 1995, luego de perder una elección interna, Héctor Cavallero y sus adherentes fundaron el Partido del Progreso Social.